# Xysticus urbensis
Xysticus urbensis är en spindelart som beskrevs av Lawrence 1952. Xysticus urbensis ingår i släktet Xysticus och familjen krabbspindlar. Inga underarter finns listade i Catalogue of Life.